# Джина Лоллобриджида

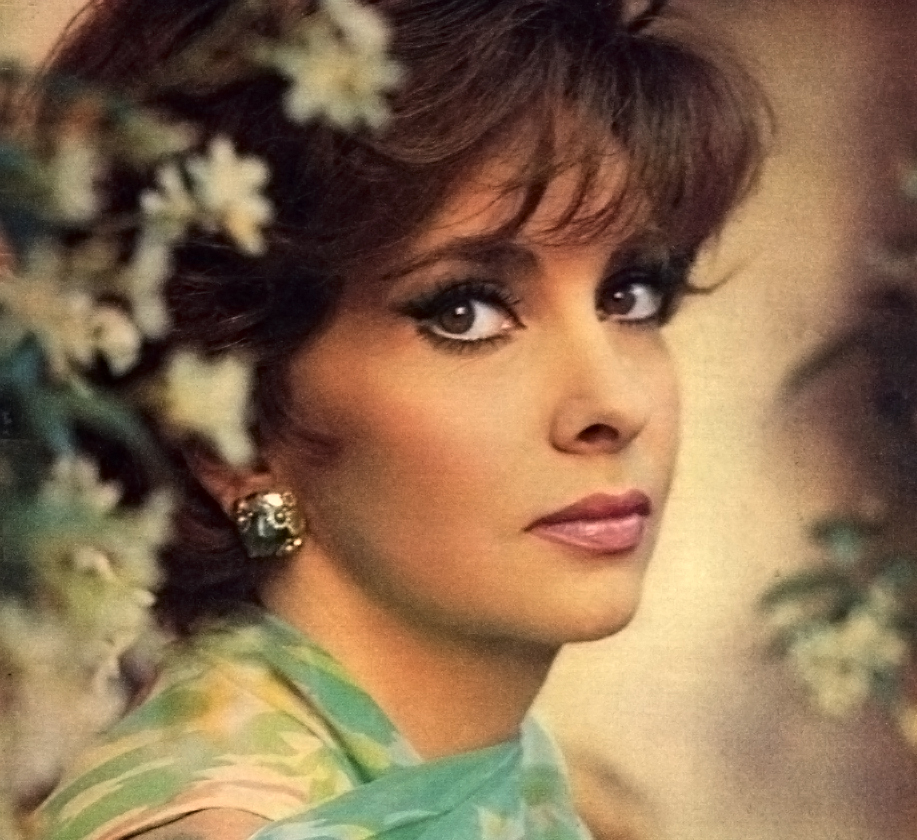
Лоллобриджида у 1965 році

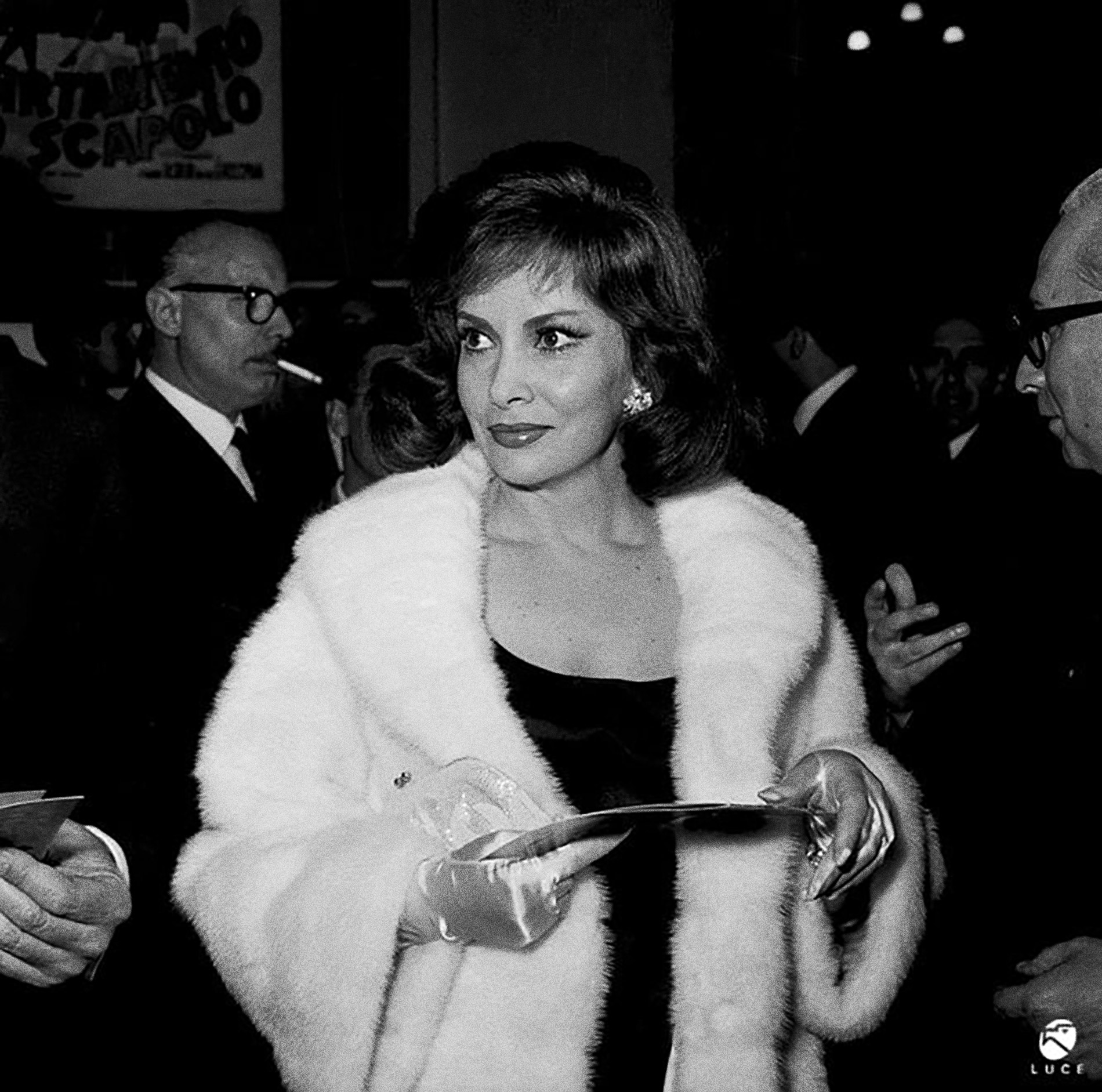
Лоллобриджида у 1962 році

Луїджина (Джи́на) Лоллобриджи́да (італ. Gina Lollobrigida; 4 липня 1927, Суб'яко, Лаціо — 16 січня 2023, Рим) — італійська акторка, фотожурналістка і скульпторка. Триразова володарка премії «Давид ді Донателло» за найкращу головну жіночу роль. Вважається однією з найуспішніших акторок 1950—1960-х, всього знялася у понад 60 фільмах.
Була офіцером ордену «За заслуги перед Італійською Республікою», кавалером ордену Почесного легіону та офіцером ордена «Мистецтв та літератури». 2018 року удостоєна іменної зірки на Алеї слави Голлівуду.

## Життєпис

### Ранні роки
Луїджина Лоллобриджида народилася 4 липня 1927 року в місті Суб'яко за 55 км на схід від Риму. Батько — Джованні Лоллобриджида був досить багатим виробником меблів, який усе втратив під час Другої світової війни (його фабрика і дім були знищені бомбардуванням і сім'я переселилася в мальовниче гірське село), мати — Джозефіна Меркурі. Джина в сім'ї була другою донькою; мала трьох сестер: Фернанду, Джуліану й Марію. У 1945 році її сім'я переїхала на околиці Риму, де Джина заробляла свої перші гроші як вулична художниця — малюванням карикатур і шаржів. У той же час вона брала уроки оперного вокалу і вчилася в театральному училищі. З дитинства пристрасно хотіла стати скульпторкою або оперною співачкою. Її не один раз запрошували зніматися в кіно, але спочатку це не цікавило дівчину і вона відмовлялася. Умовляння матері та перспективи заробітку привели її на кіномайданчик. У 1946 році Луїджина почала зніматися в кіно в епізодичних ролях у фільмах «Чорний Орел», «Любовний напій», «Злочин Джованні Епіскопо», «Паяци», «Безумства за оперою», «Молодий Карузо». У 1947 році вирішила спробувати сили на конкурсі «Міс Італія» і посіла третє місце. Перше і друге місце зайняли Лючія Бозе і Джанна Марія Канале, в майбутньому теж стали акторками.

### Кінокар'єра
Незабаром в кар'єрі акторки з'явилися головні ролі в італійських фільмах «Аліна» (1950), «Місто захищається» (1951), «Небезпечно, бандити!» (1951). Перший великий успіх у великому кіно Лоллобриджиді принесла головна роль Аделіни в картині знаменитого французького кінорежисера Крістіан-Жака «Фанфан-тюльпан» (1952) з великим французьким актором театру і кіно Жераром Філіпом у головній ролі. Французький фільм «Фанфан-тюльпан» завоював призи Каннського і Берлінського кінофестивалів і відразу ж після виходу на екрани досяг безпрецедентної міжнародної популярності, а Джина Лоллобриджида, поряд зі своїм великим партнером по фільму Жераром Філіпом, стала дуже популярною.
Після феноменального безпрецедентного міжнародного успіху французького фільму «Фанфан-тюльпан» на Джину Лоллобриджиду звернули увагу голлівудські режисери, і в 1953 році акторка знялася в першому американському фільмі в своїй кар'єрі — «Осором диявола» (1953), де Лоллобриджида знімалася разом з Гамфрі Боґартом. Із зростанням популярності Джина навіть отримала прізвисько «Найкрасивіша жінка в світі». У неї також були примітні ролі у фільмах «Трапеція» (1956), де вона знімалася з Бертом Ланкастером і Тоні Кертісом. У 1959 році вона знялася в головній ролі у фільмі «Так мало ніколи» з Френком Сінатрою, в тому ж році знялася в головній ролі у фільмі «Соломон і цариця Шеви» з Юлом Бріннером, а в 1961 році знялася у фільмі «Приходь у вересні» з Роком Гадсоном.
Тим часом у Європі Лоллобриджида залишалася дуже популярною, її із задоволенням запрошували зніматися провідні європейські режисери, її роботи в кіно прихильно приймала критика, а її ролі на довгі роки ставали популярними і улюбленими у глядачів. У 1952 році Джина Лоллобриджида знялася у фільмі «Нічні красуні», де вона знову зіграла в парі з Жераром Філіпом.
У 1953 році Джина Лоллобриджида знялася в драмі «Провінціалка» (за однойменним романом знаменитого італійського письменника Альберто Моравіа) разом з Гарбіелем Феретті, який отримав за роль в цьому фільмі приз гільдії італійських кінокритиків за найкращу чоловічу роль. Цей фільм був номінований на «Золоту пальмову гілку» Каннського кінофестивалю. У 1954 році Лоллобриджида знялася в італійському фільмі «Римлянка». У тому ж році Джина знялася в італійській картині «Учитель Дон Жуана» («Схрещені мечі»), в якому зіграла разом з Ерролом Флінном, що знімався в ті роки в Європі.
У 1953 році Лоллобриджида знялася у режисера Луїджі Коменчіні в романтичній комедії «Хліб, любов і фантазія» разом з Вітторіо де Сіка. Цей фільм став дуже успішним і популярним. У 1954 році Лоллобриджиді за головну роль в цьому фільмі була присуджена премія італійських кінокритиків «Срібна стрічка». У тому ж році фільм отримав приз Берлінського кінофестивалю «Срібний ведмідь», 2 номінації на премію BAFTA в номінації «Найкраща акторка» (Джина Лоллобриджида) і в номінації «Найкращий іноземний фільм» (1955), номінація на «Оскар» за найкращий сценарій (1955). Цей фільм поклав початок співпраці акторки з режисером Луїджі Коменчіні. Згодом Джина Лоллобриджида з успіхом знімалася у цього режисера у фільмі «Хліб, любов і ревнощі» (1954), в якому продовжувалася історія, розпочата в попередньому фільмі.
У 1956 році знаменитий французький кінорежисер Жан Деланнуа запросив Лоллобриджиду на головну роль у фільмі за романом Віктора Гюго «Собор Паризької Богоматері», де вона знімалася з Ентоні Квінном і Аленом Кюні. Цей фільм визнаний найкращою і найбільш достовірною екранізацією роману, а роль Есмеральди у виконанні Джини Лоллобриджиди вважається найкращим екранним втіленням образу Есмеральди.
У 1956 році Джина Лоллобриджида знялася у фільмі «Найкрасивіша жінка в світі» з Вітторіо Ґассманом, який став дуже популярним. У цьому фільмі Лоллобриджида з успіхом продемонструвала різні грані свого таланту, виконавши всі пісні і арію з опери Джакомо Пуччіні «Тоска» сама. У тому ж році за головну роль в цьому фільмі Джині Лоллобриджіді була присуджена престижна італійська кінопремія «Давид ді Донателло» в номінації «Найкраща акторка».
У 1960 році Джина Лоллобриджида знялася у знаменитого італійського кінорежисера Ренато Кастеллані у фільмі «Бурхливе море» разом з Жаном-Полем Бельмондо.

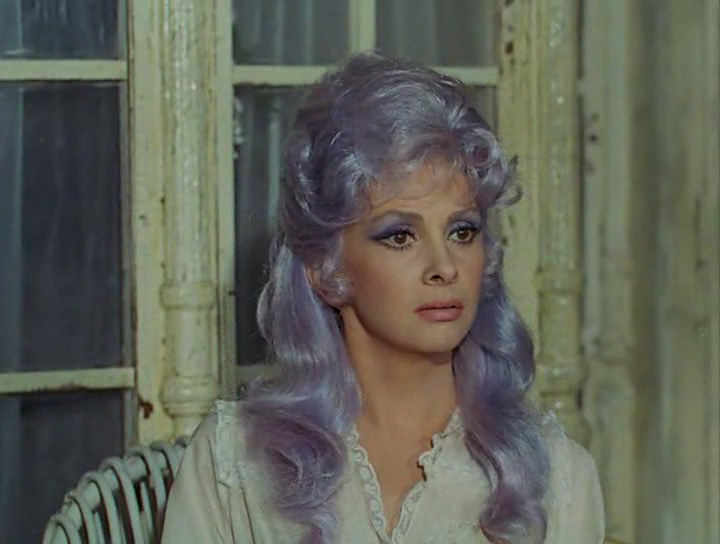
Лоллобриджида у 1972 році

У 1963 році Джина Лоллобриджида знову знялася у знаменитого французького кінорежисера Жана Деланнуа — у фільмі «Імперська Венера», що став помітним у її кар'єрі, де вона знімалася зі Стівеном Бойдом і Раймоном Пеллегреном. У тому ж році за головну роль в цьому фільмі Лоллобриджида отримала відразу дві престижні премії: премію «Давид ді Донателло» і премію Срібна стрічка (обидві — в номінації «Найкраща акторка»), а в 1964 фільм «Імперська Венера» з її участю став лауреатом кінопремії «Срібна стрічка», яку присуджує італійська асоціація кінокритиків.
У 1969 році Джина Лоллобриджида знялася в італо-французькій драмі «Прекрасний листопад» режисера Мауро Болоньіні за романом Ерколе Патті.
У 1972 році Джина Лоллобриджида знялася в інтернаціональній драмі «Король, дама, валет» режисера Єжи Сколімовського за однойменним романом Володимира Набокова.
В 1960-х роках Лоллобриджида стала рідше зніматися, пояснюючи це тим, що не хоче повторюватися, у своїх інтерв'ю акторка говорила, що кожна наступна роль повинна бути кращою за попередню, але це практично неможливо через велику кількість стандартних сценаріїв. Крім того, у своїх інтерв'ю Лоллобриджида говорила, що воліла б зніматися в картинах режисерів, які говорять з екрану правду, що шукають щось своє, а не в дорогих бойовиках. Все це призвело до того, що в 1970-х роках кар'єра Лоллобриджиди пішла на спад і майже завершилася в 1973 у участю у фільмі «Смертний гріх». Після цього протягом наступних десятиліть вона знялася всього в парі фільмів і кілька разів брала пропозиції про зйомки на телебаченні.

### Відхід від кіно

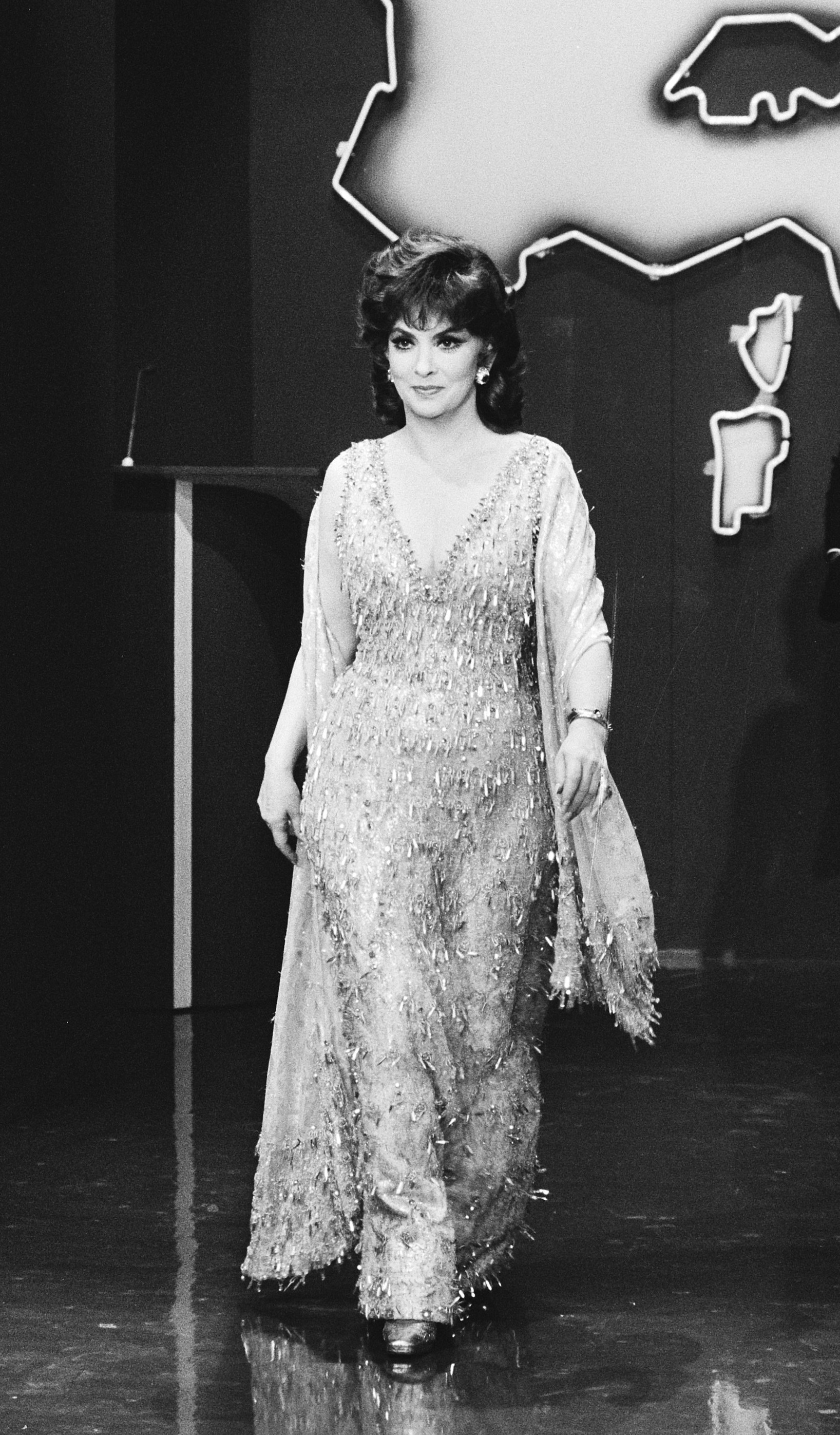
Лоллобриджида у 1979 році

У 1972 році Джина зіграла Блакитну фею в телефільмі Луїджі Коменчіні «Пригоди Піноккіо». Саме цього року Джина вирішила присвятити себе іншій діяльності, вона зайнялася фотожурналістикою, і серед знаменитостей, фотографії яких вона робила, були Пол Ньюман, Сальвадор Далі, Фідель Кастро, Генрі Кіссінджер, Девіда Кессіді, Одрі Хепберн, Елла Фіцджеральд, а також Збірна Німеччини з футболу. У 1973 році був опублікований фотоальбом її фоторобіт під назвою «Моя Італія» («Italia Mia»). Крім фоторепортажів, вона деякий час займалася ліпкою скульптур, її роботи виконані в бронзі і мармурі. Створена нею статуетка «Дівчина, що тримає на долоні перлину» стала призером Міжнародного кінофестивалю «Балтійська перлина». У 1976 році акторка вирішила спробувати себе як режисер і зняла документальний фільм про Кубу, для якого взяла інтерв'ю у Фіделя Кастро.
У 1984 році Джина зіграла в американському серіалі «Фелкон Крест», де вона була як і раніше у чудовій формі, незважаючи на те, що їй майже 60 років, вона у червоному вбранні танцювала тарантелу, за цю роль їй номінували на «Золотий глобус» за найкращу жіночу роль другого плану у серіалі. Через кілька років Джина зіграла у телесеріалі «Римлянка» режисера Джузеппе Патроні Гріффі в ролі матері головної героїні, яку зіграла Франческа Деллера, з якою вона відкрито ворогувала. Після цього вона обмежилася періодичною появою в кіно та на телебаченні в ролях камео.
У 1973 році Лоллобриджида була членом журі VIII Московського кінофестивалю, а в 1997 році на XX Московському кінофестивалі їй вручили приз за вклад в кіномистецтво, У 1986 році Джина була головою журі на 36-му Берлінському кінофестивалі. У 1992 році її скульптура «Життя разом», що символізує гармонію між дитинством і природою, представляла Італію на Всесвітній виставці в Севільї в Іспанії. У тому ж році за цю роботу Лоллобриджида була нагороджена Орденом Почесного легіону особисто з рук президента Франції Франсуа Міттерана.
Джина багато займалась фотографією, проводила фотовиставки у всьому світі, особливо в Китаї, Франції, Іспанії, Катарі, Сполучених Штатах Америки і Росії, працювала в художній майстерні. Її фотоальбом «Моя Італія», багаторазово перевиданий, став своєрідною італійської енциклопедією. Один з її останніх фотоальбомів називається «Діти і тварини», а її картини і скульптури охоче купують поціновувачі прекрасного.
У 1996 році Джина отримала нагороду «Давид ді Донателло» за життєві досягнення, а в 2006 році — спеціальне визнання з нагоди п'ятдесятої річниці нагороди, першим переможцем якої стала вона у 1956 році.

### Останні роки

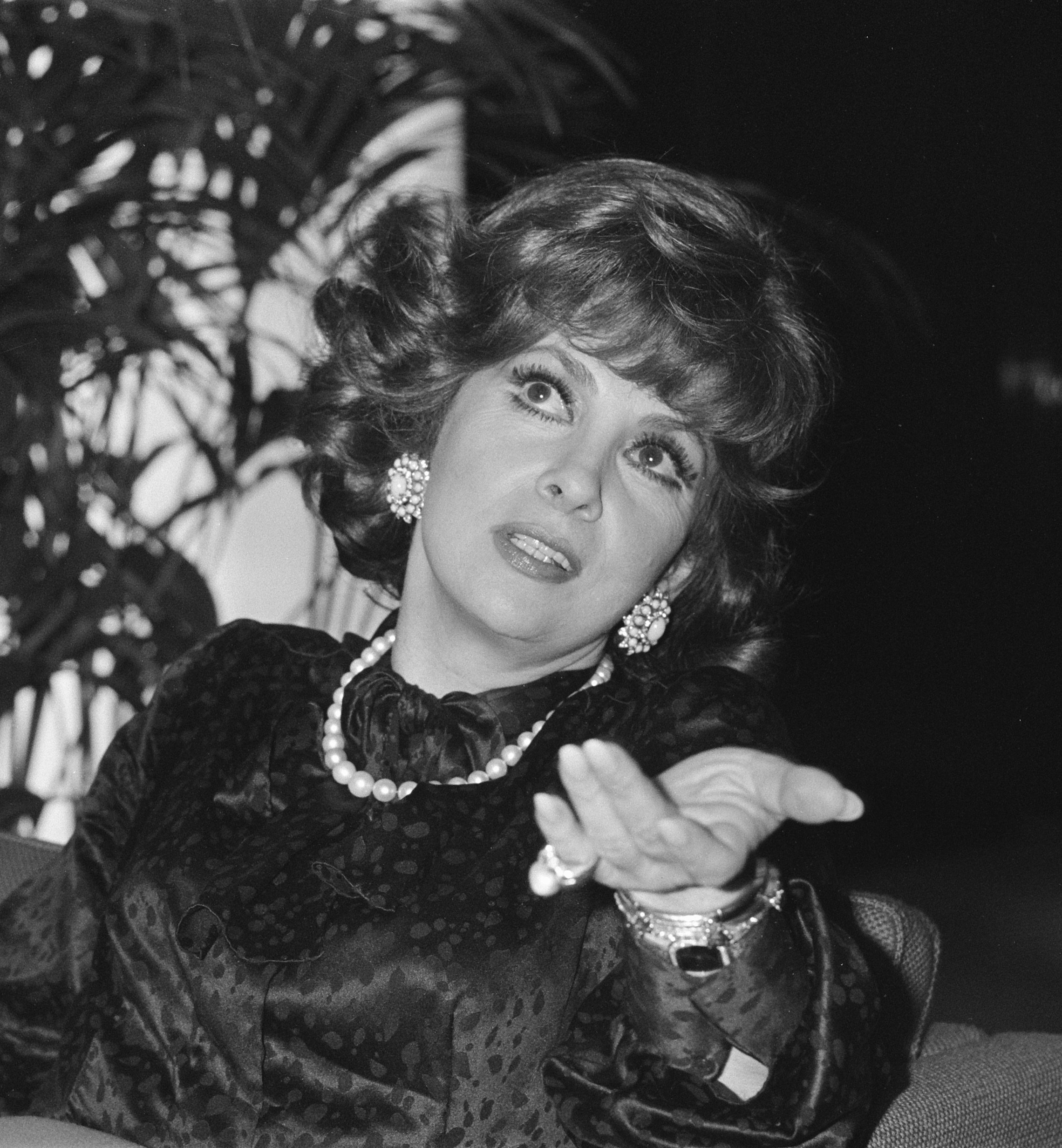
Лоллобриджида у 1980-х роках

У жовтні 2010 року Джина була гостем ведучого Піппо Баудо на телепередачі «Novecento», де вона розповіла про свою довгу і успішну кар'єру як акторки, фотографа і скульптора. У 2011 році, після 14 років відсутності в кіно, Джина повернулася на великий екран з'явившись у екстраординарній картині «Box Office 3D — фільм про фільми», зняту Еціо Греджо, зігравши головну роль. Наприкінці того ж року, вперше разом на великому екрані, Джина Лоллобриджида і Софі Лорен вперше з'явилися разом на великому екрані, увійшовши до числа головних героїв документального фільму «Шуберт — ательє солодкого життя» режисера Антонелло Сарно.
У травні 2012 року Джина була почесним гостем на церемонії «Давид ді Донателло», де вона розповіла деякі анекдоти зі своєї довгої та насиченої акторської кар'єри. 2 лютого 2018 року Джині Лоллобриджиді на знаменитій Алеї слави в Голлівуді була присвячена зірка, вона стала чотирнадцятою італійкою, яка отримала цю престижну нагороду.
У вересні 2022 року потрапила до лікарні Риму після падіння у власному будинку. У неї діагностували перелам стегна зі зміщенням, через який їй знадобилася операція.
Джина Лоллобриджида померла 16 січня 2023 року у Римі в 95-річному віці.

## Політика
У 1999 році Лоллобриджида безуспішно балотувалася під час виборів до Європарламенту як кандидат від лівоцентристської партії Демократи, очолюваної Романо Проді. На виборах того року вона набрала лише 10 тисяч голосів. У 2020 року вона публічно підтримала думку Папи Франциска щодо прав ЛГБТ-спільноти. На парламентських виборах в Італії 2022 року Лоллобріджида у віці 95 років спробувала отримати місце в Сенаті Республіки, балотуючись як кандидат від Суверенної та Народної Італії — створений того ж року альянс євроскептиків, який виступає проти Маріо Драгі. Проте партія не змогла досягти 3 % виборчого бар'єра.

## Особисте життя

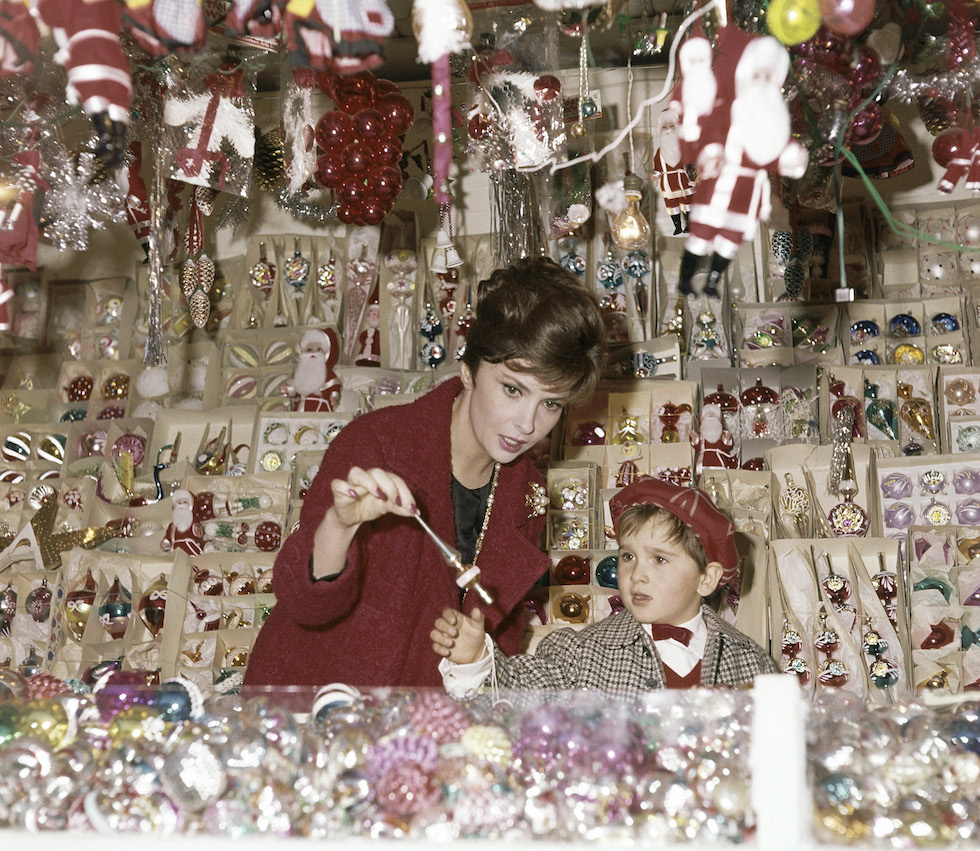
Джина Лоллобриджида з сином Андреа Мілко у Римі, 1962 рік

1949 року Джина Лоллобриджида вийшла заміж за югославського (словенського) лікаря Мілко Шкофіча, який залишив медичну практику, щоб стати її менеджером. 28 липня 1957 року в них народився єдиний син Андреа Мілко-молодший, названий на честь батька. 1960 року Лоллобриджида переїхала з сім'єю в канадське місто Торонто. 1971 року подружжя розлучилося. 1979 року колишній чоловік загинув в автокатастрофі. Мілко Шкофіч-молодший — економіст. У нього дружина — журналіст і син Димітрій.
У січні 1968 року у Лоллобриджиди був позашлюбний зв'язок із Крістіаном Барнардом, південноафриканським лікарем і піонером у галузі хірургії з пересадки серця, під час візиту того в Італію для зустрічі з Папою Римським Павлом VI.
У жовтні 2006 року у віці 79 років Лоллобриджида оголосила іспанському журналу «¡Hola!» про свої заручини з 45-річним іспанським бізнесменом Хав'єром Ріго-і-Рафолсом, з яким вона познайомилася на вечірці в Монте-Карло 1984 року. Заручини скасували 6 грудня 2006 року, як повідомлялося, через напружений інтерес ЗМІ. У січні 2013 року Лоллобриджида подала до суду на Хав'єра Ріго-і-Рафолса, стверджуючи, що він влаштував таємну церемонію в Барселоні, на якій одружився з самозванкою, що видавала себе за акторку. За словами Лоллобриджиди, він мав намір претендувати на майно, що належало їй, після її смерті. 2019 року Трибунал Священної Римської Роти зі схвалення Папи оголосив її шлюб з Ріго-і-Рафолсом недійсним.
Лоллобриджида мала звичку говорити про себе в третій особі.
Внучата племінниця Джини, Франческа Лоллобриджида — призерка Олімпійських ігор 2022 року, чемпіонка Європи в ковзанярському спорті, з якою акторка не була знайома.
У вересні 2022 року Лоллобриджида потрапила в одну з лікарень Риму після падіння у власному будинку. У неї діагностували перелом стегна зі зміщенням, через який їй знадобилася операція. Лоллобриджида померла 16 січня 2023 року у віці 95 років у Римі. Прощання з акторкою відбулося 18 і 19 січня в залі Протомотека в мерії Риму на Капітолійському пагорбі, а відспівування — 19 січня в церкві Санта-Марія-ін-Монтесанто на П'яцца-дель-Пополо. Похована в рідному місті Суб'яко.

## Фільмографія

### Кіно
| Рік  | Назва українською мовою                  | Назва мовою оригіналу                 | Роль                            | Режисер                             |
| ---- | ---------------------------------------- | ------------------------------------- | ------------------------------- | ----------------------------------- |
| 1946 | Чорний орел                              | Aquila nera                           | дівчина на вечірці              | Ріккардо Фреда                      |
| 1946 | Любовний напій                           | L'elisir d'amore                      | подруга Адіни                   | Маріо Коста                         |
| 1947 | Лючія ді Ламмермур                       | Lucia di Lammermoor                   | епізод                          | П'єро Баллеріні                     |
| 1947 | Злочин Джованні Епіскопо                 | Il delitto di Giovanni Episcopo       | дівчина на вечірці              | Альберто Латтуада                   |
| 1947 | Секрет для Дона Жуана                    | Segreto di Don Giovanni               | епізод                          | Камілло Мастрочінкве                |
| 1948 | Помста на сонці                          | A Man About the House                 | епізод                          | Леслі Арлісс                        |
| 1948 | Без розуму від опери                     | Follie per l'opera                    | Дора Скала, подруга Гвідо Марчі | Маріо Коста                         |
| 1948 | Паяци                                    | Pagliacci                             | Недда                           | Маріо Коста                         |
| 1949 | Дзвони, що б'ють на сполох               | Campane a martello                    | Агостіна Бортолодзі             | Луїджі Дзампа                       |
| 1949 | Наречена не може чекати                  | La sposa non può attendere            | Доната Вентурі                  | Джанні Франчоліні                   |
| 1949 | Чорна магія                              | Black Magic                           | епізод                          | Грегорі Ратофф                      |
| 1950 | Міс Італія                               | Miss Italia                           | Лісетта Міннечі                 | Дуїліо Колетті                      |
| 1950 | Безмежні серця                           | Cuori senza frontiere                 | Доната Себастьян                | Луїжі Дзампа                        |
| 1950 | Аліна                                    | Alina                                 | Аліна                           | Джорджо Пастіна                     |
| 1950 | Собаче життя                             | Vita da cani                          | Маргеріта «Ріта Бутон»          | Маріо Монічеллі і Стено             |
| 1951 | Місто захищається                        | La città si difende                   | Даніела                         | П'єтро Джермі                       |
| 1951 | Молодий Карузо                           | Enrico Caruso: leggenda di una voce   | Стелла                          | Джакомо Джентіломо                  |
| 1951 | Повість про п'ять міст                   | A Tale of Five Cities                 | Марія Северіні                  | Ромоло Марчелліні                   |
| 1951 | Небезпечно, бандити!                     | Achtung! Banditi!                     | Анна                            | Карло Лідзані                       |
| 1951 | Я його не люблю! Ось тільки... тільки... | Amor non ho… pero… pero…              | Джина                           | Джорджо Б'янкі                      |
| 1952 | Фанфан-Тюльпан                           | Fanfan la Tulipe                      | Аделіна Ла Франшизе             | Крістіан-Жак                        |
| 1952 | Дружина на одну ніч                      | Moglie per una notte                  | Оттавія                         | Маріо Камеріні                      |
| 1952 | Інші часи                                | Altri tempi                           | Марі-Антонія                    | Алессандро Блазетті                 |
| 1952 | Нічні красуні                            | Les Belles de nuit                    | Лейла                           | Рене Клер                           |
| 1953 | Невірні                                  | Le infedeli                           | Лулла Поссенті                  | Маріо Монічеллі і Стено             |
| 1953 | Провінціалка                             | La provinciale                        | Джемма Форезі                   | Маріо Солдаті                       |
| 1953 | Хліб, любов і фантазія                   | Pane, amore e fantasia                | Марія Де Рітіс                  | Луїджі Коменчіні                    |
| 1953 | Осором диявола                           | Beat the Devil                        | Марія Данрейтер                 | Джон Х'юстон                        |
| 1954 | Велика гра                               | Le Grand Jeu                          | Хелена Річчі                    | Роберт Сьодмак                      |
| 1954 | Учитель Дон Жуана                        | Crossed Swords                        | Франческа                       | Мілтон Крімс                        |
| 1954 | Римлянка                                 | La romana                             | Адріана                         | Луїджі Дзампа                       |
| 1954 | Хліб, любов і ревнощі                    | Pane, amore e gelosia                 | Марія Де Рітіс                  | Луїджі Коменчіні                    |
| 1955 | Найкрасивіша жінка в світі               | La donna più bella del mondo          | Ліна Кавальєрі                  | Роберт Зіглер Леонард               |
| 1956 | Трапеція                                 | Trapeze                               | Лола                            | Керол Рід                           |
| 1956 | Собор Паризької Богоматері               | Notre Dame de Paris                   | Есмеральда                      | Жан Деланнуа                        |
| 1958 | Анна з Брукліна                          | Anna di Brooklyn                      | Анна                            | Вітторіо Де Сіка і Карло Ластрікаті |
| 1959 | Закон                                    | La legge                              | Марієтта                        | Жуль Дассен                         |
| 1959 | Соломон і цариця Савська                 | Solomon and Sheba                     | цариця Савська                  | Кінг Відор                          |
| 1959 | Так мало ніколи                          | Never So Few                          | Карла Везарі                    | Джон Стьорджес                      |
| 1961 | Іди голим у світ                         | Go Naked in the World                 | Джульєтта Камерон               | Ренелд Макдугалл                    |
| 1961 | Приходь у вересні                        | Come September                        | Ліза Гелена Фелліні             | Роберт Малліган                     |
| 1962 | Краса Іполіти                            | La bellezza di Ippolita               | Іполіта                         | Джанкарло Дзаньї                    |
| 1963 | Імперська Венера                         | Venere imperiale                      | Поліна Бонапарт                 | Жан Деланнуа                        |
| 1963 | Бурхливе море                            | Mare matto                            | Маргеріта                       | Ренато Кастеллані                   |
| 1964 | Вірна дружина                            | Woman of Straw                        | Марія Марчелло                  | Безіл Дірден                        |
| 1965 | Лялечки                                  | Le bambole                            | Беатріче                        | Мауро Болоньїні                     |
| 1965 | Дивне подружжя                           | Strange Bedfellows                    | Тоні Вінсенте                   | Мелвін Френк                        |
| 1966 | Я, я, я й інші                           | Io, io, io… e gli altri               | Тітта                           | Алессандро Блазетті                 |
| 1966 | Султани                                  | Les Sultans                           | Ліза                            | Жан Деланнуа                        |
| 1966 | Готель Парадізо                          | Hotel Paradiso                        | Марчелла Котте                  | Пітер Гленвілл                      |
| 1966 | Приємні ночі                             | Le piacevoli notti                    | Домічілла                       | Армандо Кріспіно і Лучано Лучіньяні |
| 1967 | Сервантес                                | Cervantes                             | Джулія                          | Вінсент Шерман                      |
| 1968 | Смерть, яка знесла яйце                  | La morte ha fatto l'uovo              | Анна                            | Джуліо Квесті                       |
| 1968 | Приватний флот сержанта О'Фаррелла       | The Private Navy of Sgt. O'Farrell    | Марія                           | Френк Тешлін                        |
| 1968 | Добрий вечір, місіс Кемпбелл             | Buonasera, signora Campbell           | Карла Кемпбелл                  | Мелвін Френк                        |
| 1968 | Трюкач                                   | Stuntman                              | Евелін Лейк                     | Марчелло Бальді                     |
| 1969 | Прекрасний листопад                      | Un bellissimo novembre                | Четтіна                         | Мауро Болоньїні                     |
| 1971 | Річка негідників                         | Bad Man's River                       | Алісія                          | Евгеніо Мартін                      |
| 1972 | Король, дама, валет                      | King, Queen, Knave                    | Марта Дрейєр                    | Єжи Сколімовський                   |
| 1973 | Смертний гріх                            | Peccato mortale                       | Нетті                           | Ровіра Белета                       |
| 1995 | Сто та одна ніч Симона Сінема            | Les cent et une nuits de Simon Cinéma | епізод                          | Аньєс Варда                         |
| 1997 | XXL                                      | XXL                                   | Габі Берребі                    | Аріель Цайтун                       |
| 2011 | Блокбастер                               | Box Office 3D — Il film dei film      | камео                           | Еціо Греджо                         |

## Нагороди та номінації
16 жовтня 1999 року Джина Лоллобриджида була призначена амбасадоркою доброї волі FAO.
2 лютого 2018 року Джина Лоллобриджида отримала зірку на Алеї слави в Голлівуді номер 2628.

### Давид ді Донателло
- 1956 — Найкраща жіноча роль, фільм Найкрасивіша жінка в світі
- 1963 — Найкраща жіноча роль, фільм Імперська Венера
- 1969 — Найкраща жіноча роль, фільм Добрий вечір, місіс Кемпбелл
- 1986 — Золота медаль муніципалітету Рим
- 1996 — Нагорода за життєві досягнення
- 2006 — Давид п'ятдесятиріччя
- 2016 — Нагорода за життєві досягнення

### Срібна стрічка
- 1954 — Найкраща жіноча роль, фільм Хліб, любов і фантазія
- 1963 — Найкраща жіноча роль, фільм Імперська Венера

### Золотий глобус
- 1961 — Нагорода «Генрієтта», фільм Приходь у вересні
- 1969 — номінація: Найкраща жіноча роль — комедія або мюзикл, фільм Добрий вечір, місіс Кемпбелл
- 1985 — номінація: Найкраща жіночу роль другого плану в телесеріалі, серіал Фелкон Крест

### Премія БАФТА
- 1955 — номінація: Найкраща жіноча роль, фільм Хліб, любов і фантазія